# Хоміно
Хоміно (пол. Chomino, нім. Kummin) — село в Польщі, у гміні Свежно Каменського повіту Західнопоморського воєводства.
Населення — 305 осіб (2011).
У 1975-1998 роках село належало до Щецинського воєводства.

## Демографія
Демографічна структура станом на 31 березня 2011 року:
|          | Загалом | Допрацездатний вік | Працездатний вік | Постпрацездатний вік |
| -------- | ------- | ------------------ | ---------------- | -------------------- |
| Чоловіки | 156     | 33                 | 111              | 12                   |
| Жінки    | 149     | 26                 | 93               | 30                   |
| Разом    | 305     | 59                 | 204              | 42                   |